# Jingu Kogo

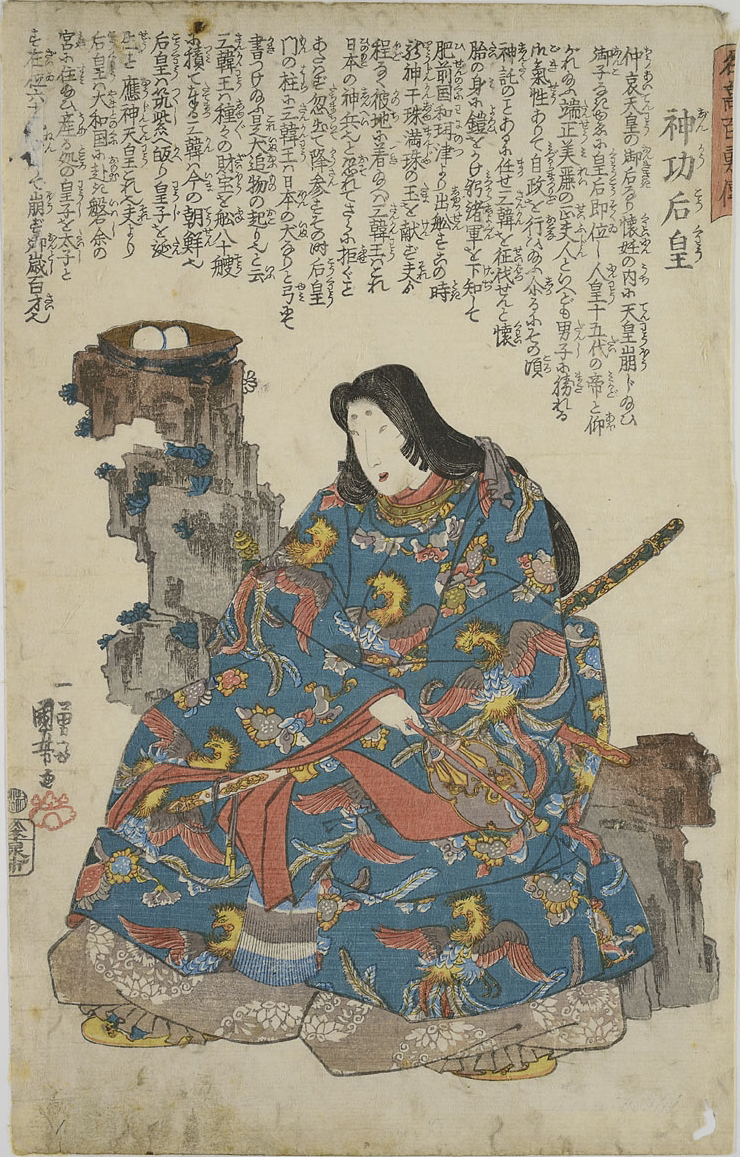
Jingu Kogo

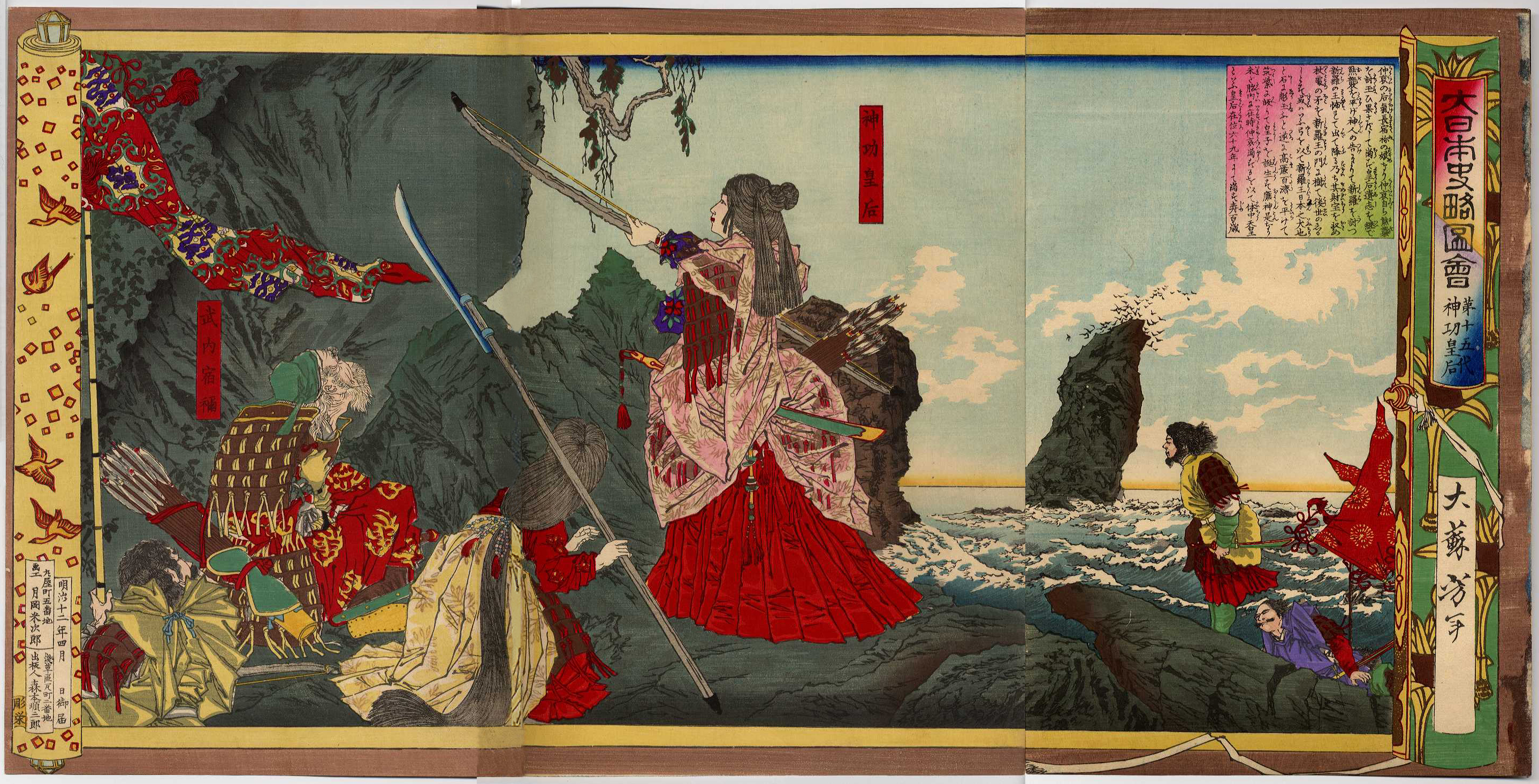
Kejsarinnan Jingo i Korea. Målning av Yoshitoshi 1880.

Jingū (神功皇后, Jingūkōgō), född 170, död 17 april 269, är en legendarisk japansk kejsarinna, som ska ha efterträtt sin make på tronen som regerande monark och regerat från 200 till 269.

## Biografi
Enligt legenden var Jingu Kogo gift med kejsar Chūai. När han dog år 200, var hon gravid med deras son, den blivande kejsar Ojin. Hon efterträdde då själv sin make på tronen som regerande kejsarinna, och utkrävde en hämnd på sin döde makes fiender. När hon tystat all inbördes kritik, vände hon sina ambitioner utom riket.  Hon ledde ett berömt fälttåg in i Korea, under vilket hon använde magi för att överlista fienden. Fälttåget varade under tre år, och enligt legenden var hon havande med sin son Ojin under de tre år fälttåget varade.  När hon avled år 269, efterträddes hon av sin son. 
Kejsarinnan Jingū nämns i flera äldre japanska skrifter, bland annat Nihon-shokki (日本書紀; färdigställd år 720). Huruvida hon är en verklig person, och vad ur legenden som stämmer överens med verkligheten, är omtvistat. 
Jingū inkluderades länge i den traditionella japanska kejsarlängden.  Hon ingick i dyrkan av de kejserliga förfäderna, och hennes utpekade grav i Nara var föremål för dyrkan. Hon avlägsnades ur kejsarlängden under 1800-talet, när denna fick en tydligare formatering, eftersom hennes regeringsperiod inte kunde förenas med de övriga regenternas. Hon var dock fortsatt länge populär i Japan som en legendarisk nationalhjältinna, särskilt under den imperialistiska perioden under 1800- och 1900-talet. 
Senare forskning har föreslagit att hon efterträdde sin make, men inte som monark utan som regent under sin nyfödda sons omyndighet, och att hon fortsatte agera som de facto monark även sedan sonen hade uppnått myndighetsålder.  Flera japanska kvinnor från samma tidsperiod har identifierats med henne. Hon är samtida och eventuellt identisk med den legendariska drottning Himiko.  Undersökningar av hennes utpekade grav har daterat den till 300-talet. 
Nuvarande forskning bedömer Jingu Kogo som i det stora hela som en legend, men lämnar utrymme för att den kan baseras på en verklig person och att en del av uppgifterna om henne kan vara sanna. 